# Meinardus Glacier
Meinardus Glacier är en glaciär i Antarktis. Den ligger i Västantarktis. Argentina, Chile och Storbritannien gör anspråk på området. Meinardus Glacier ligger 915 meter över havet.
Terrängen runt Meinardus Glacier är kuperad söderut, men norrut är den platt. Trakten är obefolkad. Det finns inga samhällen i närheten.